# Liqi (köpinghuvudort i Kina, Yunnan Sheng, lat 24,39, long 102,55)
Liqi (kinesiska: 李棋, 李棋镇) är en köpinghuvudort i Kina. Den ligger i provinsen Yunnan, i den sydvästra delen av landet, omkring 77 kilometer söder om provinshuvudstaden Kunming. Antalet invånare är 36 783. Befolkningen består av 18 752 kvinnor och 18 031 män. Barn under 15 år utgör 19,0 %, vuxna 15-64 år 71 %, och äldre över 65 år 9,0 %.
Runt Liqi är det tätbefolkat, med 411 invånare per kvadratkilometer. Närmaste större samhälle är Yuxi, 3,8 km söder om Liqi. I omgivningarna runt Liqi växer i huvudsak blandskog.
Genomsnittlig årsnederbörd är 1 044 millimeter. Den regnigaste månaden är juni, med i genomsnitt 211 mm nederbörd, och den torraste är februari, med 12 mm nederbörd.